# Mark Stewart (Radsportler)
Mark Stewart (* 15. August 1995 in Dundee) ist ein britischer Radsportler.

## Werdegang
Stewart entstammt einer sportlichen Familie: Sein Vater startete für Schottland bei Ironman-Wettbewerben, seine Mutter bei Berglaufwettbewerben, und sein Bruder Kevin arbeitet als Trainer im Kurzzeitbereich des Bahnradsports. Stewart selbst begann im Alter von fünf Jahren mit dem Schwimmsport und startete im Triathlon, entschied aber im Alter von zehn Jahren, sich auf den Radsport zu konzentrieren. 2014 wurde er in das British Cycling’s Olympic Academy Programme aufgenommen.
Stewarts erster internationaler Erfolg gelang beim Lauf des Bahnrad-Weltcups in Cali in der Mannschaftsverfolgung mit Bronze, gemeinsam mit Germain Burton, Matthew Gibson und Christopher Latham. Ende desselben Jahres, beim Lauf des Weltcups in Cambridge, gewann er das Scratchrennen (außerhalb der WC-Wertung) und errang gemeinsam mit Germain Burton die Bronzemedaille im Zweier-Mannschaftsfahren.
2017 wurde Mark Stewart U23-Europameister in der Einerverfolgung. Im Jahr darauf errang er bei den Bahnweltmeisterschaften Bronze im Punktefahren und gewann das Punktefahren bei den Commonwealth Games.
Im Jahr 2020 besuchte Stewart Neuseeland, um seine Partnerin für einen Monat zu besuchen. Infolge der COVID-19-Pandemie blieb er in Neuseeland, wodurch er seinen Kaderplatz bei British Cycling verlor, worauf er entschied, vorerst weiterhin dort zu bleiben. Im Januar 2022 gewann er die Gesamtwertung und zwei Etappen des New Zealand Cycle Classic. Im April 2022 wurde er mit William Perrett britischer Meister im Zweier-Mannschaftsfahren. Im Herbst des Jahres entschied er die Rumänien-Rundfahrt. Auf der Bahn gewann er den Scratch-Wettbewerb beim  Lauf der UCI Track Champions League 2022 in Palma. Mit Oliver Wood wurde er 2023 Vize-Weltmeister im Zweier-Mannschaftsfahren.
Im Juli 2024 wurde Stewart als Ersatzfahrer für die Olympischen Spiele in Paris nominiert.

## Diverses
Seit Stewarts Sieg bei den Commonwealth Games 2018 gibt es Bestrebungen in seiner Heimatstadt Dundee, die dortige Radrennbahn in Caird Park nach ihm zu benennen. Stewart ist liiert mit der neuseeländischen Radsportlerin Emma Cumming (Stand 2022).

## Erfolge

### Bahn
2014
- Britischer Meister – Punktefahren

2015
- Britischer Meister – Mannschaftsverfolgung (mit Oliver Wood, Germain Burton und Jake Kelly)

2016
- Bahnrad-Weltcup in Glasgow – Mannschaftsverfolgung (mit Andrew Tennant, Oliver Wood und Kian Emadi)
- Europameisterschaft – Mannschaftsverfolgung (mit Matthew Bostock, Oliver Wood und Kian Emadi)
- Europameisterschaft (U23) – Scratch
- Europameisterschaft (U23) – Mannschaftsverfolgung (mit Matthew Bostock, Joe Holt und Oliver Wood)

2017
- Europameister (U23) – Omnium, Einerverfolgung

2018
- Weltmeisterschaft – Punktefahren
- Commonwealth Games – Punktefahren

2019
- Bahnrad-Weltcup in Minsk – Scratch

2022
- Britischer Meister – Zweier-Mannschaftsfahren (mit William Perrett)
- UCI Track Champions League 2022 #1 in Palma – Scratch

2023
- Weltmeisterschaft – Zweier-Mannschaftsfahren (mit Oliver Wood)

### Straße
2022
- zwei Etappen, Gesamt- und Bergwertung Rumänien-Rundfahrt
- Gesamtwertung, zwei Etappen und Bergwertung New Zealand Cycle Classic